# Black Market (album de Weather Report)
Pour l'album de Rick Ross, voir Black Market (album de Rick Ross).
Albums de Weather Report
Tale Spinnin'
(1975) Heavy Weather
(1977)
Black Market, paru en 1976 sur le label Columbia Records, est le septième album du groupe de jazz fusion américain Weather Report, et le sixième en studio.

## Présentation
Dans cette nouvelle version de Weather Report, Narada Michael Walden et Chester Thompson jouent la batterie, alors que Alex Acuna et Don Alias sont aux percussions. Alphonso Johnson joue sur tout l'album, il se partage aussi sur deux pièces avec Jaco Pastorius pour les deux autres, ce dernier étant à la basse fretless électrique.
"Cannon Ball" est un hommage à Cannonball Adderley, décédé l'année précédant l'enregistrement. L'album a été classé deuxième au Billboard en 1976 dans la catégorie albums de jazz,.

## Titres
| No | Titre          | Musique          | Durée |
| -- | -------------- | ---------------- | ----- |
| 1. | Black Market   | Joe Zawinul      | 6:28  |
| 2. | Cannon Ball    | Joe Zawinul      | 4:36  |
| 3. | Gibraltar      | Joe Zawinul      | 7:45  |
| 4. | Elegant People | Wayne Shorter    | 5:03  |
| 5. | Three Clowns   | Wayne Shorter    | 3:31  |
| 6. | Barbary Coast  | Jaco Pastorius   | 3:19  |
| 7. | Herandnu       | Alphonso Johnson | 6:36  |

## Musiciens
- Joe Zawinul - Piano Yamaha Grand, piano électrique Fender Rhodes, synthétiseur ARP 2600, Oberheim polyphonique, Production, Orchestration
- Wayne Shorter - saxophones soprano et ténor, lyricon, coproduction
- Alphonso Johnson - basse électrique
- Jaco Pastorius - basse fretless (2, 6)
- Narada Michael Walden - batterie (1, 2)
- Chester Thompson - batterie (1, 3-7)
- Alex Acuña - congas, percussions (2-5, 7)
- Don Alias - percussions (1, 6)